# Johann Bünting (Jurist)
Johann Bünting (auch: Johannes Bünting; geboren 17. Januar 1625 in Hannover; gestorben 3. November 1693 ebenda) war ein deutscher Jurist, fürstlicher Hofrat und Gesandter. Sein Name findet sich heute als Weltdokumentenerbe der UNESCO in dem in der Gottfried Wilhelm Leibniz Bibliothek – Niedersächsischen Landesbibliothek aufbewahrten Schriftwechsel seines hannoverschen Zeitgenossen Gottfried Wilhelm Leibniz.

## Leben

### Familie
Johann Bünting kam während des Dreißigjährigen Krieges als Sohn des langjährigen hannoverschen Bürgermeisters Jakob Bünting und der Dorothea Cludius, Tochter des Juristen Andreas Cludius, und dessen Ehefrau Elisabeth Steckel zur Welt.
1652 heiratete Bünting Anna Margarethe von Anderten, Tochter des Riedemeisters und Großkämmerers der Stadt Hannover sowie Domsyndikus zu Münden Eberhard von Anderten und dessen Ehefrau Magdalena Reiche, die wiederum der Ehe des hannoverschen Bürgermeisters Erich Reiche entstammte.
Büntings Ehe entsprangen sechs Kinder; vier Töchter und zwei Söhne;
- der Hof- und Kanzleirat Johann Heinrich von Bünting (1652–1715),[2]
- Dorothea Magdalena (1655–1677),[2] die den Consistorialrat und Landsyndikus der Calenberger Landschaft Burchard Spilcker ehelichte; der Ehe entsprangen vier Söhne; die beiden Zwillinge starben im Kindesalter; Johann Heinrich und Moritz Eberhard überlebten ihre Mutter;[3]
- Jakob Eberhard Bünting (1658–1696), Hofrat.[2]
- Anna Sophie Bünting heiratete den braunschweig-lüneburgischen Hofrat und Hofgerichtsassessor Jacob Heinrich Block.[3]
- Margarethe Elisabeth Bünting heiratete den fürstlich mecklenburgischen Hof- und Kanzleirat Theophilus Schreiber[3]
- Büntings jüngste Tochter Maria Eleonora Bünting vermählte sich mit dem kurfürstlichen Hof- und Leibmedicus Christian Ludwig Kotzebue.[3]

Bis zum Tode Johann Büntings waren – bis auf den jüngsten Sohn – alle Kinder verheiratet.

### Werdegang
Büntings Eltern ließen ihn die hannoversche Schule besuchen und durch Privatlehrer unterrichten, um ihn noch zu Kriegszeiten am 1. März 1643 an die Universität Helmstedt zu schicken. Dort studierte er Philologie, Geschichte und Rechtswissenschaften. Am 9. Dezember 1646 disputierte er mit Professor Johann Mehlbaum; die Schrift ging in lateinischer Sprache unter dem Titel Exercitatio Iuridica De Donationibus ... bei dem Universitätsbuchdrucker Müller in Druck. Zur Fastenzeit 1648 beorderten Büntings Eltern ihren Sohn kurzzeitig nachhause, um ihn dann in Begleitung etlicher Adeliger nach Rostock zu schicken, wo er im Hause des Theologieprofessors Johannes Cothmann aufgenommen wurde. An der Universität Rostock disputierte er gemeinsam mit anderen Kommilitonen mit dem Rechtswissenschaftler Joachim Schnobel. Nach seiner Hauptdisputation disputierte er kurz vor seiner Abreise ein drittes Mal unter Heinrich Rahn und verließ Rostock – unterdessen war der Westfälische Friede ausgehandelt worden – am 26. Mai 1649.
Am 30. August 1649 erreichte Bünting die Universität Straßburg, in der er am 7. September des Jahres immatrikuliert wurde. Er kam im Haushalt des in Straßburg lehrenden Professors Johann Otto Tabor unter. Mit verschiedenen Edelleuten disputierte Bünting dort mehrfach und hielt auch eigene Vorträge, darunter über die „de Jure Fisci“, bis ihm von Tabor die Doktorwürde verliehen wurde.
Am 27. Dezember 1650 trug sich Johann Bünting in Straßburg in das Stammbuch von Moritz Wilhelm von Gülchen ein und machte sich am Folgetag, den 28. Dezember 1650, auf die Reise nach Speyer, wo er – neben etwas Müßiggang – „die Praxin Cameralem gründlich gefasset.“
Mit Bewilligung beider Elternpaare und anderer Anverwandter verlobte sich Johann Bünting 1652 mit der Jungfrau „Annen Margareten von Anderten“, älteste Tochter des hannoverschen Großkämmerers, Riedemeisters und Domsyndikus zu Minden Eberhard von Anderten und der Bürgermeistertochter Magdalena Reiche. Die beiden Verlobten erhielten am 11. Mai desselben Jahres in Hannover ihre „priesterliche Copulation.“ Aus der Ehe gingen sechs Kinder hervor.
Nachdem Bünting in Hannover seine Praxis eröffnet und sich häuslich eingerichtet hatte, ernannte ihn der Landesregent Herzog Georg Wilhelm 1661 zum Hofrat; eine Funktion, in die ihn auch der Nachfolger Herzog Johann Friedrich berief.
Am 9. September 1774 schickte Herzog Johann Friedrich seinen Hofrat als Gesandten zum Immerwährenden Reichstag nach Regensburg. Dort erkrankte Bünting jedoch nach einiger Zeit so stark, dass er nach Erlaubnis seines Landesherrn zurück nach Hannover reisen durfte, wo er am 18. April 1678 „schwach und kranck“ eintraf. Auf Büntings Wunsch hin entließ ihn der Fürst am 28. Mai des Jahres aus seinen Diensten.
Nach seiner Genesung erhielt Bünting mehrere Angebote für eine Stellung außerhalb des bald zum Kurfürstentum Braunschweig-Lüneburg erhobenen Landes. Er blieb jedoch – auch nach dem Tod seiner Ehefrau 1680 – als Privatmann in der Stadt Hannover.
Um sein 70. Lebensjahr herum begann Bünting zunehmend an Verstopfung zu leiden, bis ihn wenige Wochen vor seinem Tod „ein sonderlicher Eckel vor allen Speisen“ befiel, dazu Erbrechen, Leibschmerzen und Gelbsucht, Fieber und Austrocknung trotz Durstes bis hin zu völliger Ermattung und Schlafsucht. In Todesahnung ließ er sich am 3. November 1693 gegen Mittag von seinem Beichtvater Conrad Christoph Heinemann und während der Gebete seiner Kinder und Verwandten in seinem Hause das Abendmahl zelebrieren, bevor er dort am Abend desselben Tages im Alter von 69 Lebensjahren verstarb.
Am 21. November 1693 wurde Johann Bünting in das „Büntingische Erbbegräbnis“ in der Marktkirche St. Jacobi und Georgi in Hannover beigesetzt.

## Schriften (Auswahl)
- Exercitatio Iuridica De Donationibus. Quam ... Sub Praesidio ... Dn. Ioannis Mehlbaum I.U.D. ... P.P. Johann Bünting Hannoveranus, 	Helmaestadi[i]: Mullerus, 1646
- Disputationes Iuridicae Ad quinquaginta libros Pandectarum / Publice proposita In Universitate Rostochiensi a Joachimo Schnobelio ..., Rostochii: Kilius, 1648; Digitalisat über den Rostocker Dokumentenserver
- De Baptismo Disputatio Publica / Quam ... in incluta Academia Rostochiensi Sub Praesidio ... Dn. Joachimi Lütkemanni ... Publice Doctorum examini subiicit Justus Flögaeus, Hamelonia-Brunsvigius. Habebitur ... 23. Septembr. ..., Rostochii: Kilius, 1648; Digitalisat über RosDok
- Sub Praesidio Amplissimi, Consultissimi Ac Excellentissimi Viri Dn. Henrici Rahnen ... Dn. Praeceptoris Sui Summa Observantia Colendi, Dissertationem Hanc Iuridicam De Scientia Et Ignorantia Publice Tuebitur Johann: Bünting/ Hannoveranus Ad D. XIV. Aprilis, Rostochii: Kilius, 1649; Digitalisat
- Carmina Votiva, In Honorem Praecellentis ac Clarißimi Viri Dn. Johannis Buntingi, Hannoverani : Cum in Celeberrima Argentinensium Academia Iuris Utriusque Doctor solenni ritu renunciaretur D. XII. Mensis Decembris / Transmissa atque scripta a Dnn. Promotoribus, Fautoribus ac Amicis ..., Argentorati: Spoor, 1650
- Dissertatio Inauguralis Iuridica De Iure Fisci / Quam ... Decreto Ac Autoritate ... Ictorum Ordinis In Celeberrima Academia Argentinensi, Pro Summis In Utroque Iure Doctoris Privilegiis ... Consequendis Publicae Ac Solenni Censurae Submitto Johann: Bünting/ Hannoveranus. D. Octobr. ..., Argentorati : Spoor, 1650; Digitalisat des Münchener Digitalisierungszentrums